# Roger Haitengi
Roger Nikanor Haitengi (* 12. September 1983 in Posen, Polen) ist ein namibischer Dreispringer.

## Sportliche Laufbahn
Erste internationale Erfahrungen sammelte Roger Haitengi bei der Sommer-Universiade 2005 in Izmir, bei der er im Finale mit 14,84 m den 14. Platz belegte. 2006 nahm er an den Afrikameisterschaften in Bambous teil und belegte dort mit 15,76 m den achten Platz. 2007 erreichte er bei den Afrikaspielen in Algier mit 15,94 m Platz fünf und bei den Studentenweltspielen in Bangkok mit 15,91 m Rang neun. 2008 wurde er bei den Afrikameisterschaften in Addis Abeba mit 15,84 m Siebter. Bei der Sommer-Universiade 2009 in Belgrad schied er mit 15,84 m in der Qualifikation aus. 2010 belegte er bei Afrikameisterschaften in Nairobi mit 15,55 m Rang zehn. 
Zwei Jahre später belegte er bei den Afrikameisterschaften in Porto-Novo mit 15,87 m Rang fünf und bei den Afrikameisterschaften 2014 in Marrakesch gewann er mit windunterstützten 16,72 m die Bronzemedaille hinter dem Südafrikaner Godfrey Khotso Mokoena und Tosin Oke aus Nigeria. Bei den Afrikaspielen 2015 in Brazzaville sprang er mit 16,40 m auf Rang vier und bei den Afrikameisterschaften 2016 in Durban wurde er mit 16,20 m Achter. 2018 nahm er erstmals an den Commonwealth Games im australischen Gold Coast teil und belegte dort mit 16,24 m ebenfalls den achten Platz, ehe er anschließend bei den Afrikameisterschaften in Asaba mit 16,11 m den siebten Platz belegte. Im Jahr darauf nahm er erneut an den Afrikaspielen in Rabat teil und wurde dort mit 16,33 m Vierter. 2022 gelangte er bei den Afrikameisterschaften in Port Louis mit 15,45 m auf den zwölften Platz im Dreisprung und 2024 belegte er bei den Afrikameisterschaften in Douala mit 15,56 m den achten Platz.
In den Jahren 2010 und 2024 wurde Haitengi namibischer Meister im Dreisprung und 2013 im Weitsprung. Er ist Absolvent der Universität Johannesburg.

## Persönliche Bestleistungen
- Weitsprung: 7,62 m (+1,2 m/s), 24. April 2015 in Stellenbosch
- Dreisprung: 16,78 m A (+0,8 m/s), 13. Februar 2016 in Johannesburg (namibischer Rekord)